# Phryxe grisescens
Phryxe grisescens là một loài ruồi trong họ Tachinidae.